# Max von Laue

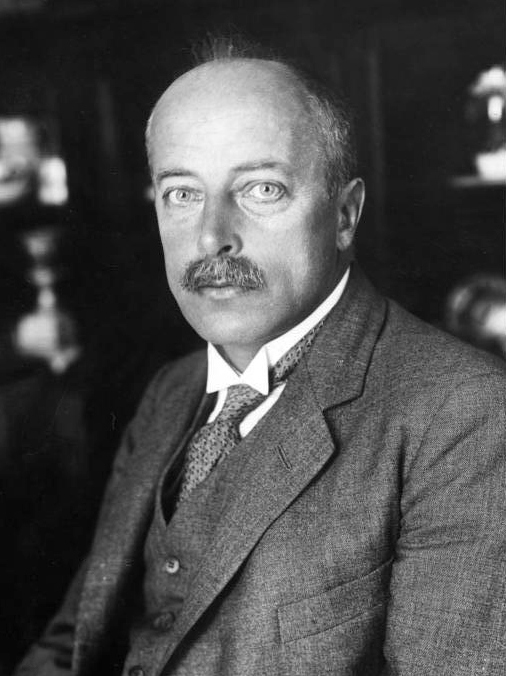
Max von Laue (1929)

Max von Laue (* 9. Oktober 1879 in Pfaffendorf; † 24. April 1960 in West-Berlin) war ein deutscher Physiker und Nobelpreisträger. Seine Entdeckung der Röntgenstrahleninterferenz im Jahre 1912 war ein Meilenstein in der Erforschung des atomaren Aufbaus der Materie. Für diese Leistung wurde er 1914 mit dem Nobelpreis ausgezeichnet.

## Leben
Seine Eltern waren der 1913 in den Adelsstand erhobene preußische Wirkliche Geheime Kriegsrat und Militärintendant in Berlin Julius Laue (1848–1927) und dessen Ehefrau Wilhelmine (1853–1899), eine Tochter des Magdeburger Kaufmanns Theodor Zerrenner (1823–1893) und Auguste Rettig. Wegen seines Vaters musste der Junge oft den Schulort wechseln: Er besuchte Gymnasien in Posen, Berlin und Straßburg, wo er stark von Prof. Goering beeindruckt wurde. 1898 diente er ein Jahr beim Militär.
Von Laue studierte ab 1899 an den Universitäten Straßburg, Göttingen, München und Berlin Physik und Mathematik. 1903 promovierte er bei Max Planck in Berlin über die Theorie der Interferenzen an planparallelen Platten, legte 1905 in Göttingen sein Staatsexamen für Lehramt ab und übernahm im gleichen Jahr bei seinem Doktorvater in Berlin eine Assistentenstelle. Nach seiner Habilitation 1906 beschäftigte er sich mit der Relativitätstheorie Albert Einsteins und konnte 1907 durch Anwendung des relativistischen Additionstheorems das Fizeau-Experiment im Sinne der Relativitätstheorie deuten. 1909 kam er als Privatdozent an das Institut für Theoretische Physik der Ludwig-Maximilians-Universität München zu Arnold Sommerfeld. Weitere wichtige Beiträge zur Relativitätstheorie waren unter anderem, dass es keine starren Körper gebe, Betrachtungen zur relativistischen Dynamik und zum Zwillingsparadoxon. Er schrieb auch eines der ersten Lehrbücher über spezielle und allgemeine Relativitätstheorie. Max von Laue ging, im Unterschied zu Einstein, von einer von Ort zu Ort veränderlichen Lichtgeschwindigkeit aus, unabhängig von der Zeit. Seine mathematischen Ausführungen beschränken sich nicht auf das Bezugssystem der Lorentz-Gruppe, sondern lassen grundsätzlich (mit wenigen Einschränkungen) alle Koordinatensysteme zu. Statt nach Naturgesetzen zu suchen, die kovariant gegenüber der Lorentz-Transformation sind, lässt er vierdimensionale Koordinatensysteme zu, die nicht untereinander gleichwertig sind.

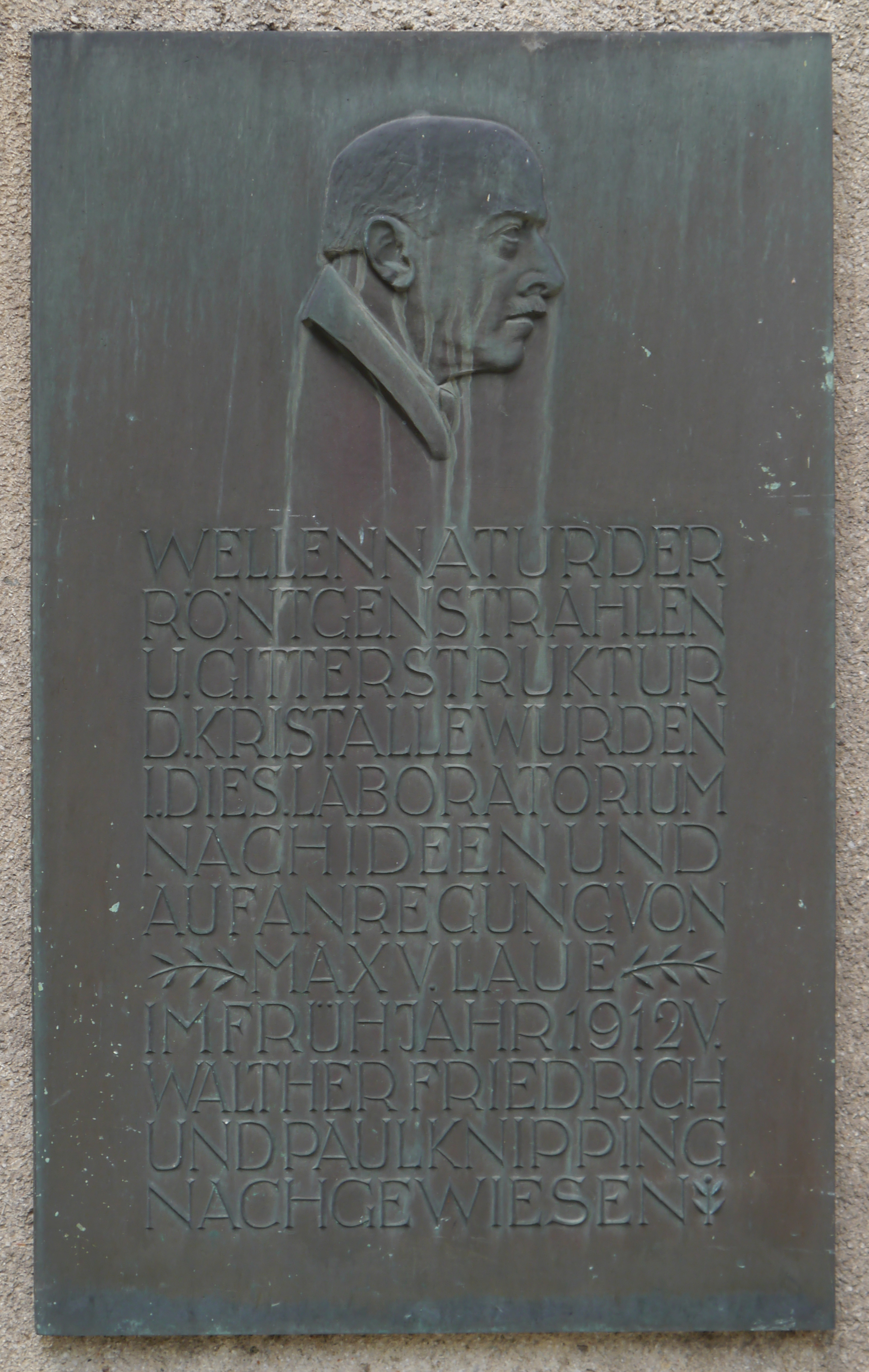
Gedenktafel am Sommerfeld-Keller in der Münchner Universität

1912 entdeckte er zusammen mit Walter Friedrich und Paul Knipping die Beugung von Röntgenstrahlen an Kristallen. Damit war nachgewiesen, dass sich Röntgenstrahlung wie eine Welle ausbreitet. Außerdem konnte aus den Beugungsmustern erstmals auf die Kristallstruktur geschlossen werden. Für seine Arbeit erhielt von Laue 1914 den Nobelpreis für Physik. Im Oktober desselben Jahres wurde er auf den Lehrstuhl für Theoretische Physik an der neu gegründeten Universität Frankfurt am Main berufen.
Während des Ersten Weltkriegs unterstützte Laue den Würzburger Physiker Wilhelm Wien, der seit 1916 ein Forschungs- und Entwicklungsprogramm zu Verstärkerröhren organisierte, um sie für drahtlose Telegraphie zu nutzen. Laue verlegte dazu zeitweise seinen Wohnsitz nach Würzburg, um bei den Experimenten vor Ort beraten zu können. Als nach der Ausrufung der Münchner Räterepublik Wien in seiner Funktion als Rektor der Universität Würzburg Lehrkörper und Studenten aufrief, sich den Freikorps anzuschließen, meldete sich auch von Laue. Der Chirurg Werner Wachsmuth berichtet, dass von Laue ein häufiger Gast seines Vaters Richard Wachsmuth gewesen sei und dabei stets das Abzeichen des Freikorps Epp getragen habe, dem er bei der Niederschlagung der Münchner Räterepublik angehört hatte.
1919 kehrte von Laue von Frankfurt als Professor an die Universität Berlin zurück, wo er seine ursprüngliche geometrische Theorie der Röntgeninterferenz zur so genannten dynamischen Theorie erweiterte. Ebenfalls 1919 begann seine Tätigkeit am Kaiser-Wilhelm-Institut für Physik, wo er 1921 als Vertreter Albert Einsteins die Position des Direktors übernahm. 1921 wurde er mit der Adolf-von-Baeyer-Denkmünze und 1932 mit der Max-Planck-Medaille geehrt. Von 1925 bis 1929 war er Mitglied des Senats der Kaiser-Wilhelm-Gesellschaft zur Förderung der Wissenschaften (KWG). Während der Herrschaft des Nationalsozialismus trat er für Albert Einstein und gegen die Deutsche Physik ein (etwa bereits auf der Tagung der Deutschen Physikalischen Gesellschaft im September 1933 in Berlin). 1940 brachte er sich in Gefahr, als er Edna Carter in den USA per Postkarte konspirativ darüber in Kenntnis setzte, dass Fritz Houtermans „aufgetaucht“ (aus Gestapo-Haft entlassen worden) sei. Er forderte Carter darin leicht codiert dazu auf, die freudige Nachricht an dessen Ehefrau Charlotte Houtermans am Vassar College weiterzuleiten. 1943 wurde er vorzeitig emeritiert. Danach verfasste er eine Geschichte der Physik, die später als Buch erschien. Mit Kriegsende erfolgte seine Internierung durch die Briten im Rahmen der Operation Epsilon in Farm Hall und danach im Haus Albersmeyer in Alswede.

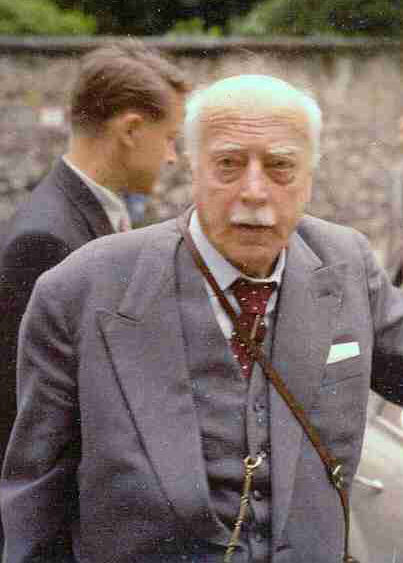
Eine der letzten Aufnahmen Max von Laues, aufgenommen während der Nobelpreisträgertagung in Lindau 1959

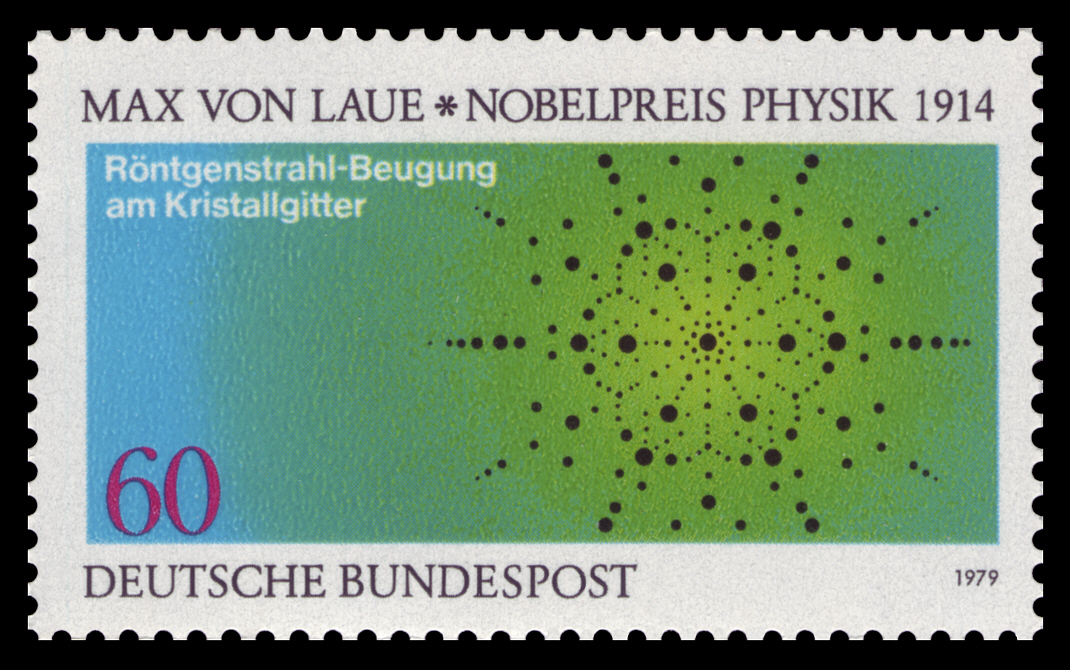
60 Pfennig-Sondermarke der Deutschen Bundespost (1983), Abbildung der Röntgenstrahl-Beugung am Kristallgitter

Nach Kriegsende wurde er Honorarprofessor an der Universität Göttingen und beteiligte sich aktiv an der Neuorganisation des deutschen Wissenschaftsbetriebs. Von 1946 bis 1949 war er Vorsitzender der neu gegründeten Deutschen Physikalischen Gesellschaft in der Britischen Zone. Er beteiligte sich an der Zusammenführung der Physikalischen Gesellschaften in Westdeutschland zum Verband Deutscher Physikalischer Gesellschaften sowie an der Neugründung der Physikalisch-Technischen Bundesanstalt in Braunschweig. 1951 wurde von Laue Direktor am Fritz-Haber-Institut der Max-Planck-Gesellschaft in Berlin-Dahlem. 1952 erhielt er die Röntgen-Plakette der Stadt Remscheid und wurde in den Orden Pour le Mérite für Wissenschaft und Künste berufen. Die Technische Universität Berlin verlieh ihm 1953 die Ehrendoktorwürde, die Freie Universität Berlin 1958 die Ehrenbürgerwürde. Am 12. April 1957 gehörte er zu den Unterzeichnern der Göttinger Erklärung gegen die geplante atomare Bewaffnung der Bundeswehr. Das Institut Laue-Langevin in Grenoble trägt seinen Namen. Kurz vor seinem Tod wurde das Max-von-Laue-Gymnasium in Koblenz nach ihm benannt. Von 1959 bis 1960 war er Mitglied des Beirats der Friedrich-Naumann-Stiftung.

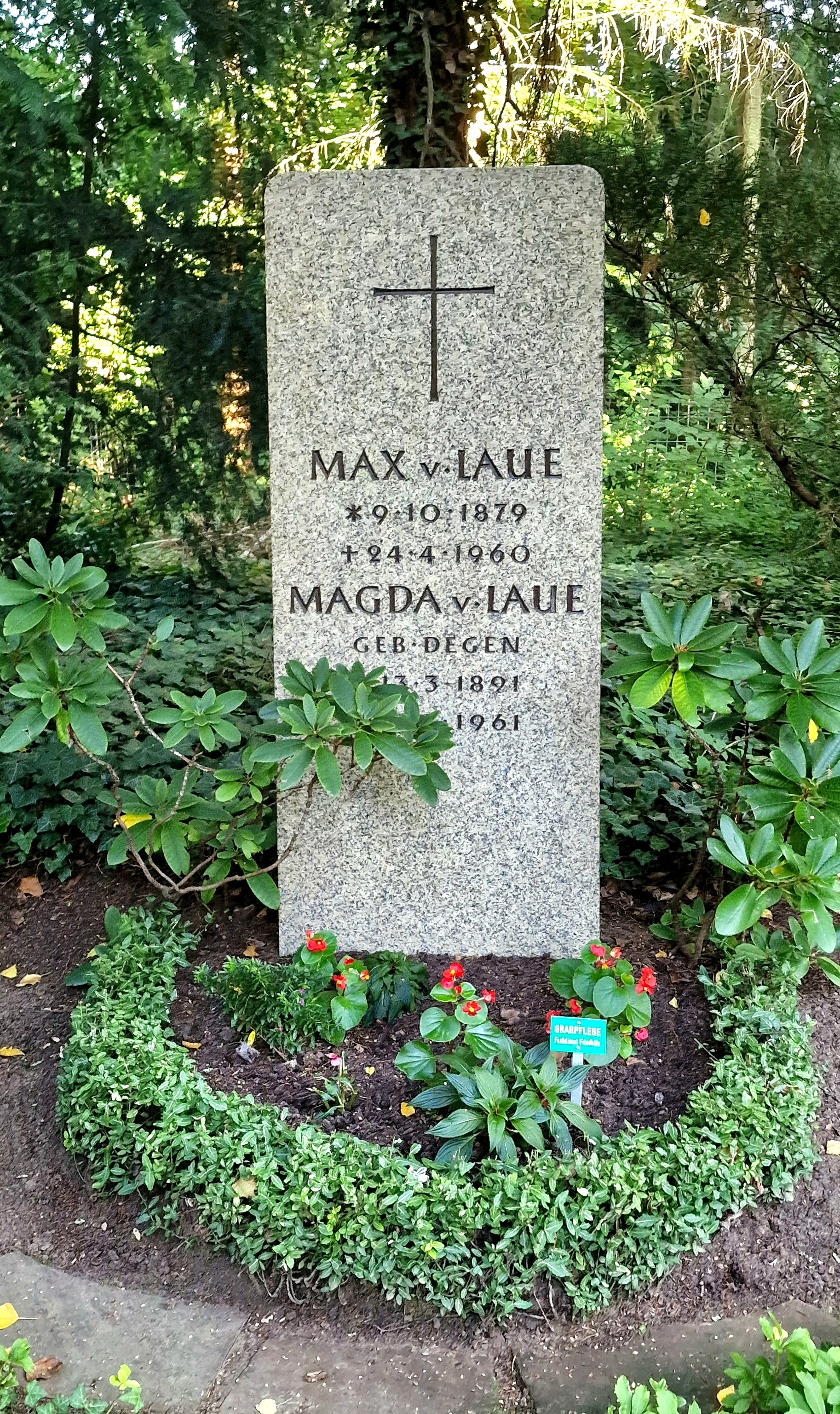
Grabstein Max von Laue auf dem Stadtfriedhof Göttingen

Max von Laue starb 1960 an den Folgen eines Autounfalls, in den er auf dem Weg nach Wannsee auf der AVUS verwickelt wurde. Sein Grab befindet sich auf dem Stadtfriedhof Göttingen, auf dem außer ihm noch weitere Nobelpreisträger bestattet sind. Eine Trauerrede bei der Gedenkveranstaltung der Max-Planck-Gesellschaft am 15. Oktober 1961 hielt u. a. Walther Meißner. Laues Nachlass befindet sich im Archiv der Max-Planck-Gesellschaft in Berlin-Dahlem.
Er war seit 1910 mit Magdalene Degen (1891–1961) verheiratet und hatte zwei Kinder, darunter den ab 1937 in den USA lebenden Historiker Theodore H. von Laue (1916–2000).

## Historische Anekdote
Als während des Zweiten Weltkriegs deutsche Truppen im April 1940 die dänische Hauptstadt Kopenhagen besetzten, hat der im Labor von Niels Bohr arbeitende ungarische Chemiker George de Hevesy die goldenen Nobelpreis-Medaillen der deutschen Physiker Max von Laue und James Franck in Königswasser aufgelöst, um so den Zugriff durch die Nazis zu verhindern. Von Laue und Franck waren in Opposition zum Nationalsozialismus und hatten ihre Medaillen Niels Bohr anvertraut, um so eine Konfiszierung in Deutschland zu verhindern; die Hitlerregierung verbot allen Deutschen das Annehmen oder Tragen des Nobelpreises, nachdem Carl von Ossietzky 1935 den Friedensnobelpreis erhalten hatte. Nach Kriegsende extrahierte de Hevesy das im Königswasser gelöste Gold und übergab es der Königlichen Schwedischen Akademie der Wissenschaften, die daraus neue Medaillen herstellte und wieder an von Laue und Franck übergab.

## Ehrungen und Mitgliedschaften (Auswahl)
- 1914: Nobelpreis für Physik
- 1921 wurde Laue zum korrespondierenden Mitglied der Göttinger Akademie der Wissenschaften gewählt.[14]
- 1924: Korrespondierendes Mitglied der Akademie der Wissenschaften der UdSSR (1929 Ehrenmitglied)[15]
- 1926: Mitglied der Leopoldina
- 1931: Fellow der American Physical Society (APS)[16]
- 1931–1933: Vorsitzender der Deutschen Physikalischen Gesellschaft
- 1932: Max-Planck Medaille der Deutschen Physikalischen Gesellschaft
- 1944: Korrespondierendes Mitglied der Bayerischen Akademie der Wissenschaften[17]
- 1948 wurde Laue in die American Academy of Arts and Sciences gewählt.[18]
- 1953: Großes Verdienstkreuz mit Stern der Bundesrepublik Deutschland
- 1954: Ein neu entdecktes Mineral wird ihm zu Ehren als Laueit bezeichnet.[19]
- 1958 wurde Laue in die National Academy of Sciences gewählt.
- 1957 wurde er Offizier der Ehrenlegion der Republik Frankreich.
- 1959: Ernst-Reuter-Plakette des Landes Berlin
- 1960 wurde das Max-von-Laue-Gymnasium in Koblenz nach ihm benannt
- 1970 wurde der Mondkrater Laue nach ihm benannt.[20]
- 1979 erschien eine Sonderbriefmarke der Deutschen Bundespost mit dem Motiv Röntgenstrahl-Beugung am Kristallgitter.
- 1979 erschien eine Sonderbriefmarke in der DDR.
- 2001 wurde der Asteroid (10762) von Laue nach ihm benannt.[21]
- Die Deutsche Gesellschaft für Kristallographie vergibt jährlich einen Max-von-Laue-Preis an herausragende Nachwuchswissenschaftler.
- Mehrere Straßen wurden nach ihm benannt, unter anderem 2015 in Bremen.

## Veröffentlichungen (Auswahl)

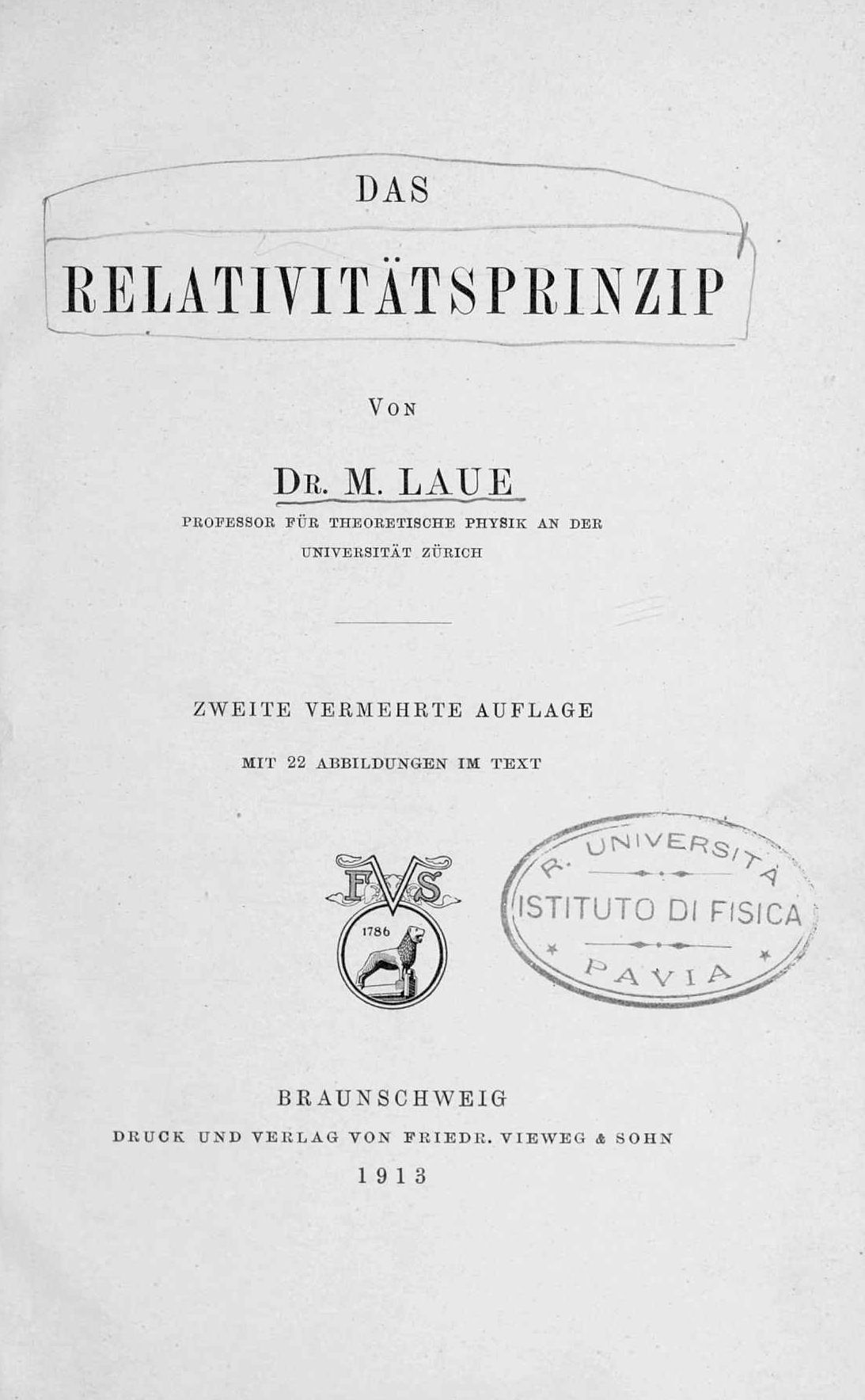
Relativitätsprinzip, 1913

- Das Relativitätsprinzip. Vieweg, 1911.
- Die Relativitätstheorie. Band 1 Spezielle Relativitätstheorie. 7. Auflage, Vieweg, 1965 (1. Auflage 1919).
- Die Relativitätstheorie. Band 2 Allgemeine Relativitätstheorie. 5. Auflage, Vieweg, 1965 (1. Auflage 1921).
- Die Interferenzen von Röntgenstrahlen, Akademische Verlagsgesellschaft, Leipzig 1923 (3. Auflage als Röntgenstrahlinterferenzen, Akademische Verlagsgesellschaft, Frankfurt (Main) 1960).
- Theorie der Radiologie, Akademische Verlagsgesellschaft 1925 (Band 6 von Erich Marx (Hrsg.) Handbuch der Radiologie).
- mit Richard von Mises (Hrsg.) Stereoskopbilder von Kristallgittern. Springer, 1926.
- Die Interferenz von Röntgenstrahlen und Elektronenstrahlen. Fünf Vorträge. Springer, 1935.
- Materiewellen und ihre Interferenzen. Leipzig 1944.
- Theorie der Supraleitung. Springer 1947; 2. Auflage 1949.
- Röntgenwellenfelder in Kristallen. Akademische Verlagsgesellschaft, Berlin 1959.
- Geschichte der Physik. Universitätsverlag, Bonn 1946; 4. Auflage Ullstein, 1960.
- Gesammelte Schriften und Vorträge. 3 Bände. Vieweg, Braunschweig 1961.